# Ісмет Юксель
Ісмет Юксель (крим. İsmet Yüksel, нар. 2 вересня 1968, м. Анкара, Туреччина) — український та турецький громадський діяч кримськотатарського походження, заступник Голови Спілки культури та взаємодопомоги кримських татар у Туреччині (з 2024 року), журналіст, радник Голови Меджлісу кримськотатарського народу з питань взаємовідносин з Туреччиною, засновник низки благодійних і культурних ініціатив у Криму та Україні, ініціатор створення, засновник та генеральний координатор (2005—2019) інформаційної агенції QHA (Кримські новини), представник в Україні Спілки культури та взаємодопомоги кримських татар Туреччини, яка об'єднує майже 50 громадських організацій), Фонду «Крим», Фонда «Emel» (Туреччина) в Україні.

## Біографічні відомості
Народився 02 вересня 1968 року в місті Анкара (Туреччина).
Закінчив початкову та середню школу в Калабі (м. Анкара), індустріальний ліцей у м. Кириккале. Навчався на факультеті управління (організація ділового адміністрування) Анатолійського університету (м. Ескішехір).
У 1989—1990 роках проходив військову службу в армії Туреччини.
З молодих років був активним членом Спілки культури та взаємодопомоги кримських татар у Туреччині та журналі «Emel».
У січні 1995 року, за запрошенням лідера кримськотатарського народу Мустафи Джемілєва переїхав до Криму, ставши першим представником турецької діаспори, що приїхав з Туреччини та оселився у Криму після розпаду СРСР та на початку процесу повернення кримських татар на історичну Батьківщину з місці депортації у Середній Азії.
У 1995 році разом з Лютфі Османовим став співзасновником Відділу зовнішніх зв'язків Меджлісу кримськотатарського народу.
З 1996 року — радник Голови Меджлісу з питань взаємовідносин з Туреччиною.

## Громадська та культурна діяльність
Ініціював низку проєктів у Криму:
- Провів першу виставку в Криму турецьких експортних товарів у 1996 році.
- Став співзасновником Фонду «Відродження Криму» (освіта, культура, охорона здоров'я).
- Підтримував фонд «Евлят», що займався лікуванням дітей із тяжкими хворобами.
- Був співорганізатором та активним учасником заснування Дня національного прапору кримських татар (26 червня)

З 1998 до 2006 року — заступник координатора Державної агенції Республіки Туреччина у Криму та Україні ТІКА (МЗС Туреччини).
Був організатором наступних проєктів:
- створення та видавництво кримськотатарських національних журналів та газет («Оджак», «Гюнсель», «Касаба»);
- державна програма «1000 домів» від TIKA Республіки Туреччина з забезпечення житлом кримських татар;
- створення проєктів для збереження кримськотатарської ідентичності з втрачених народних ремесел — вишивки (майстер Айше Османова), гончарства (майстер Рустем Скибін), ювелірного мистецтва (майстер Айдер Асанов), ткацтва;
- створення лабораторії з реставрації історичних книг в Бахчисарайскому Ханському палаці;
- проєкти з побратимства між містами Українського Криму та Туреччини, зокрема між Сімферополем та Тепебаши-Ескишехір, Бахчисарай та Одунпазари-Ескишехір, Бахчисарай та Кастамону, Бахчисарай та Адана-Джейхан;
- викуп у власників історичного дому-садибу Ісмаїла Гаспринського та типографії газети «Терджіман» для створення у ньому музею;
- вперше в Криму заснував ініціативу «Врятуємо Зінджирли медресе» (реставрація історичних пам'яток);
- викуп приміщення школи «Усулю-Джедід» у Бахчисараї та його реставрація;
- створення відділення тюркології у Кримському інженерно-педагогічному університеті;
- перевезення у 2011 році праху видатного кримськотатарського письменника Дженгіза Дагджи та поховання у рідному селі Кизилтиш (село Краснокаменка, м. Ялта);
- створення кримськотатарських національних шкіл і мечетей у різних районах Криму;
- будівництво на допомогу Спілки культури та взаємодопомоги кримських татар у Туреччині лікарні у селі Піонерське (Сімферопольский район Криму);
- викуп на допомогу Спілки культури та взаємодопомоги кримських татар у Туреччині приміщення для будинку літних осіб у селі Заланкой (Бахчисарайський район Криму);
- автор та координатор першого кримськотатарського розважального телевізійного ток-шоу «El ele»;
- допомога у академічному обміні викладачів та студентів між університетами України і Туреччини;
- впровадженні латинської абетки для кримськотатарської мови.

У 2000—2014 роках автор ідеї та координатор кампанії «Навчи дитину в Криму» (освітні стипендії на понад 1,4 млн доларів США). Організовував:
- кампанію з написання листів кримськотатарською мовою дітьми та молоддю для популяризації кримськотатарської мови;
- літні табори при мечетях (2010—2014 роки);
- благодійні проєкти допомоги малозабезпеченим.

У 2004 році — офіційний спостерігач на виборах Президента України від ООН, співавтор офіційного рапорту ООН з запобігання фальсифікації на виборах.

## Журналістська діяльність
У 2005 році разом з дружиною, журналісткою Гаяною Юксель, заснував Інформаційне агентство QHA (Кримські новини).
З 2006 до 2018 роках — генеральний координатор Агенції QHA (Кримські новини).
У ці роки:
- продюсер кримськотатарської програми «Зелений острів Крим» для телекомпанії «Канал Європа» (Німеччина), яка першою демонструвалась через супутниковій зв'язок;
- продюсер 83 серій програми «Кримське дзеркало» для Державної телерадіокомпанії Туреччини TRT (Туреччина);
- координатор співпраці з TRT, CNN Türk, BBC, Aljazeera-Turk та інших медіа;
- учасник та спікер на міжнародних конференцій з питань медіа, публікації в український та турецькій пресі.

З 2008 до 2017 року — офіційний кореспондент TRT в Україні.
У 2011 — член Асоціації інформаційних агентств тюркомовних країн (ТКА).
У 2011 — представник Криму у «Медійний платформі тюркомовних країн та народів».
У 2013 — член Міжнародної асоціації журналістів тюркомовних країн.

## Політична діяльність
Активний учасник Євромайдану (2013 рік).
Після початку окупації Криму РФ (2014 рік) проводив активну публічну громадянську діяльність на підтримку територіальної цілісності України, засудження окупації Криму з боку РФ.
10 серпня 2014 року Ісмету Юкселю внесена незаконна заборона на в'їзд до Криму й РФ з боку ФСБ РФ. Справа Ісмета Юкселя подана до ЄСПЛ.

## Благодійна та експертна діяльність після 2014 року
У 2018 році — засновник та Голова Асоціації підприємців Туреччини, України, Румунії «TURKSID-Україна».
У 2019 році — проєкт «Міст дружби Україна — Туреччина», яка була підтримана Міністерством молоді та спорту України, Державною агенцією YTB (Туреччина).
У 2021 році — організація першої екокампанії в Україні для Туреччини «Озеленимо країну разом!» з висадкою лісу в м. Адана.
У 2022—2023 році — після початку повномасштабного вторгнення в Україну у 2022 році став організатором гуманітарної допомоги Україні, а саме військовим ЗСУ та українському суспільству (вода, медикаменти, авто швидкої, Халяль-консерви для українських військових).
З 2023 року — член Координаційної ради Фонду «Крим» (Туреччина).
З 2024 року — заступник голови Спілки культури і взаємодопомоги кримських татар у Туреччині.
Проживає в Києві.
Володіє кримськотатарською, турецькою, російською мовами.

## Публікації
Є автором численних публікацій на підтримку територіальної цілісності України. Зокрема:
- «Україна — Росія: війна вчора і сьогодні» (Karar.com)

## Відзнаки
- У 2007 році — нагорода від УПЦ КП «За внесок у міжрелігійний діалог та міжнаціональний мир у Криму» (вручена в Сімферополі).